# 統茂大飯店
統茂大飯店為南台灣知名的飯店之一，成立於1997年，目前在台北市、台中市、墾丁（高山青飯店）、高雄市、花蓮吉安等地設有飯店。

## 飯店據點
- 西悠巢旅台北館Taipei CU Hotel：台北市大同區民生西路198號
- 西悠飯店台中店Taichung CU Hotel：台中市北區進化北路431號
- 西悠巢旅高雄館Kaohsiung CU Hotel：高雄市三民區安寧街454號
- 高雄統茂松柏大飯店Kaohsiung Evergreen Hotel：高雄市新興區和平一路219號
- 墾丁統茂高山青飯店Kenting Kao-Shan-Ching Hotel：屏東縣恆春鎮墾丁路271號[3]
- 花蓮統茂渡假莊園Hualien Toong Mao Resort Hotel：花蓮縣吉安鄉稻香村吉豐路二段199號

## 外部連結
- 統茂旅館集團 （页面存档备份，存于）
- 西悠飯店台北店 臺灣旅宿網 （页面存档备份，存于）
- 西悠飯店 台中店 CU HOTEL 臺灣旅宿網 （页面存档备份，存于）
- 墾丁統茂高山青大飯店 臺灣旅宿網 （页面存档备份，存于）
- 高雄統茂松柏大飯店 臺灣旅宿網
- 花蓮統茂渡假莊園 臺灣旅宿網